# Villette (Piemont)
Villette (piemontiul: Vilét) település Olaszországban, Piemont régióban. Lakosainak száma 274 fő (2023. január 1.). Villette Craveggia, Malesco és Re községekkel határos.

## Népesség
A település népességének változása:
| Lakosok száma | 273  | 274  | 274  |
|               | 2017 | 2018 | 2023 |